# Concílio de Selêucia-Ctesifonte

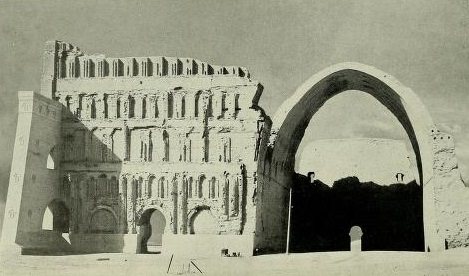
Arco de Ctesifonte

O Concílio de Selêucia-Ctesifonte, também chamado de Concílio de Mar Isaque, se reuniu em 410 em Selêucia-Ctesifonte, a capital do Império Sassânida da Pérsia. Ele reconheceu oficialmente a comunidade cristã do império, conhecida como Igreja do Oriente, e estabeleceu o bispo de Selêucia-Ctesifonte como seu católico, ou líder. O concílio é um grande marco na história da Igreja do Oriente e do cristianismo na Ásia de forma geral.
Após o Primeiro Concílio de Éfeso (431), que condenou o nestorianismo, a Igreja do Oriente se separou do grupo majoritário do cristianismo no que ficou conhecido como cisma nestoriano.

## História
O concílio foi convocado por Mar Isaque, o bispo de Selêucia-Ctesifonte, e que seria então declarado o primado da Igreja Sassânida, confirmando-o como católico e arcebispo de todo o oriente. A decisão foi importante, pois os cristãos do Império Sassânida, até aquele momento, estavam muito desorganizados e sofriam perseguições. O zoroastrismo era a principal religião do império.
Em 409, o xá Isdigerdes I (r. 399–420), de fé zoroástrica, concedeu a permissão para que os cristãos praticassem sua fé, permitindo-lhes que realizassem suas cerimônias publicamente e reconstruíssem seus templos. Eles, contudo, continuaram proibidos de pregar aos não fiéis.
O sínodo também declarou a aderência da Igreja do Oriente às decisões do Primeiro Concílio de Niceia e subscreveu o credo niceno.